# Japonský standardní čas

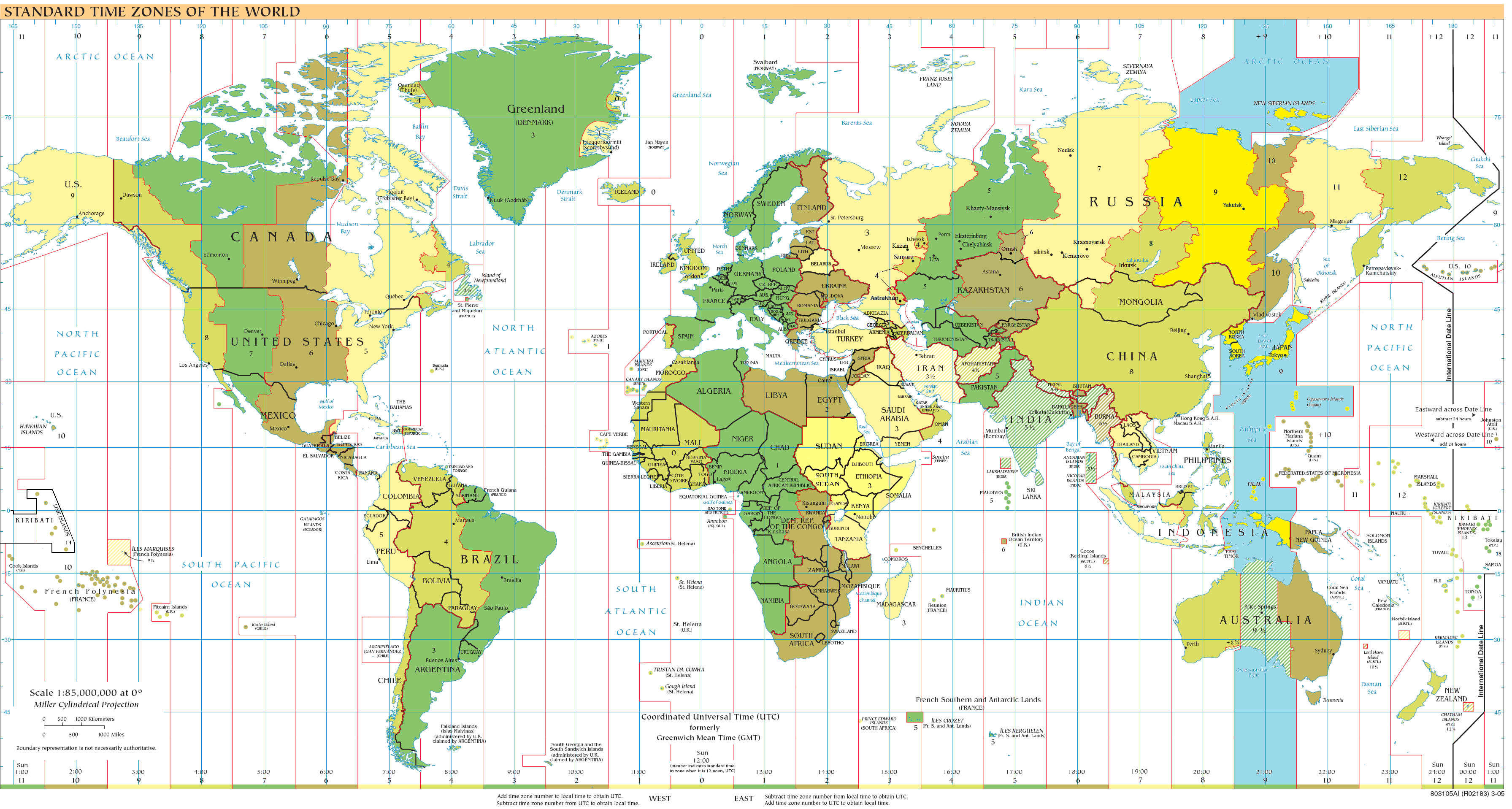
Mapa časových pásem, UTC+9 je zvýrazněno modře

Japonský standardní čas (japonsky 日本標準時, Nihon hjódžundži; zkráceně JST z anglického Japan Standard Time), nebo též japonský centrální standardní čas (japonsky 中央標準時, Čúó hjódžundži; zkráceně JCST z anglického Japan Central Standard Time), je oficiální čas na území Japonska. Od koordinovaného světového času (UTC) jej odděluje devět hodin (UTC+9). Legislativa týkající se standardního času byla vyhlášena 13. července 1886 v období Meidži ediktem č. 51 a vycházela z toho, že je Greenwichský poledník nultým poledníkem; vyhláška vzešla v platnost 1. ledna 1888. Letní čas se v Japonsku nepoužívá, o jeho možném zavedení se však několikrát diskutovalo.
Japonský standardní čas je stejný jako korejský standardní čas, pchjongjangský čas (Severní Korea), východoindonéský čas, východotimorský čas, palauský čas a jakutský čas (Rusko).